# Сэмбадзуру ориката
Сэмбадзуру ориката (яп. 秘傳千羽鶴折形 или 秘傳千羽鸖折形 Хидэн сэмбадзуру ориката, «Тайна сворачивания тысячи журавлей») — наиболее древняя сохранившаяся книга по оригами. 
Была издана в Киото в 1797 году.
В книге описано множество способов сложить несколько журавликов из одного листа бумаги. 
Для этого лист бумаги разрезается на несколько квадратов, соединённых между собой уголками. 
Из квадратов складываются журавлики. 
В результате получается конструкция из нескольких журавликов, соединённых друг с другом.

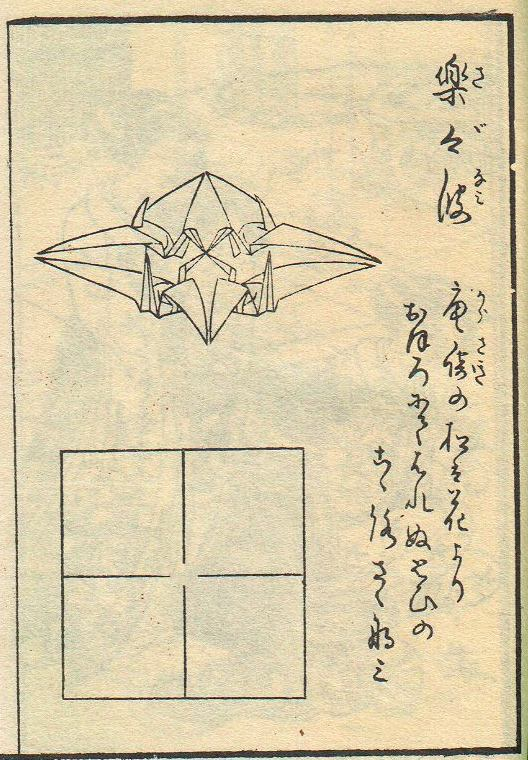
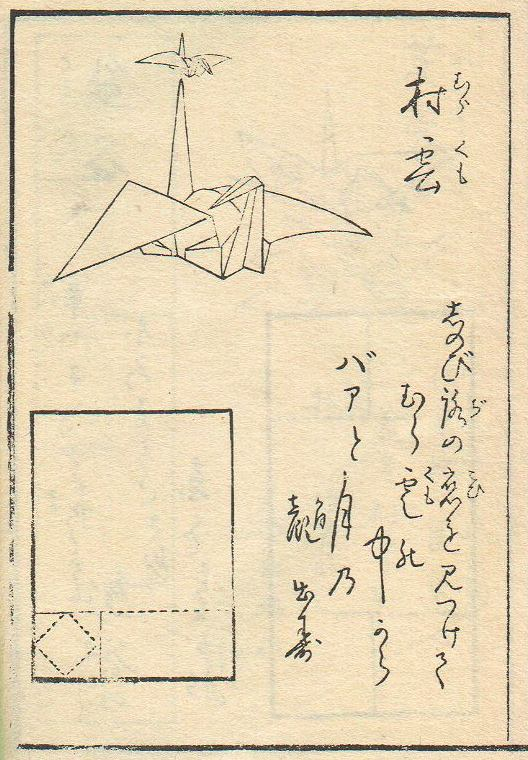
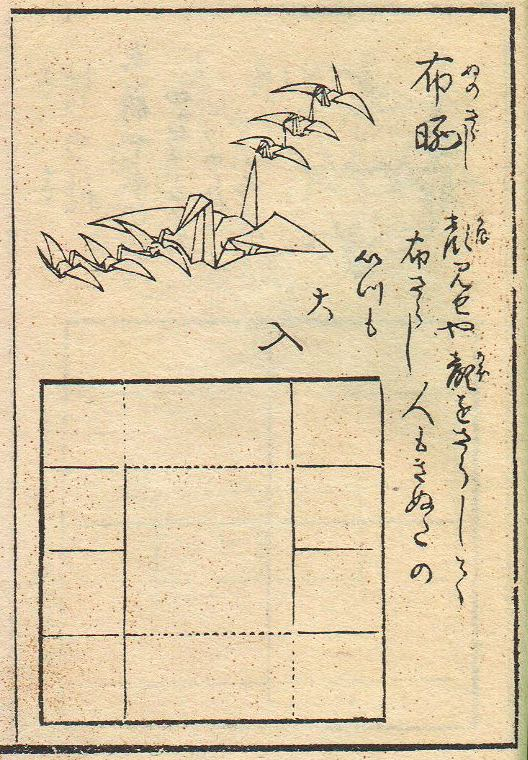
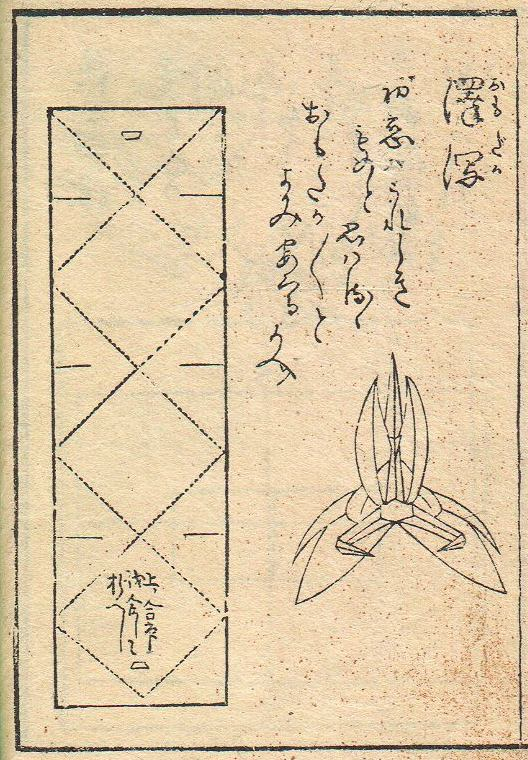
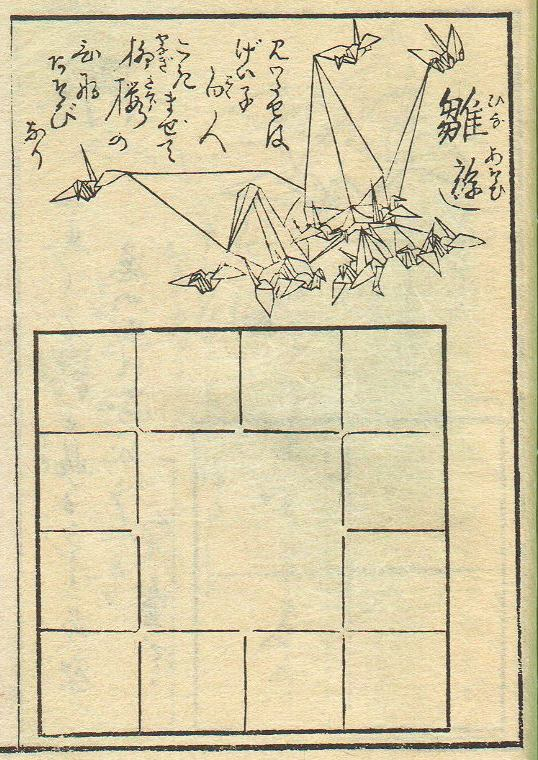
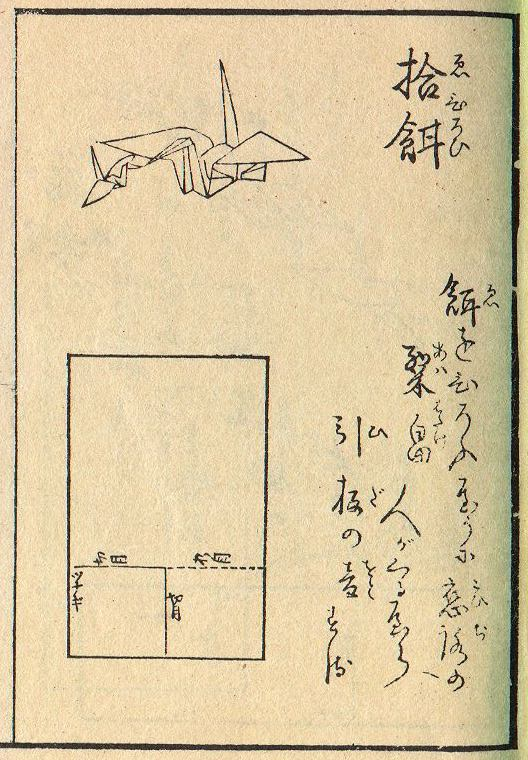
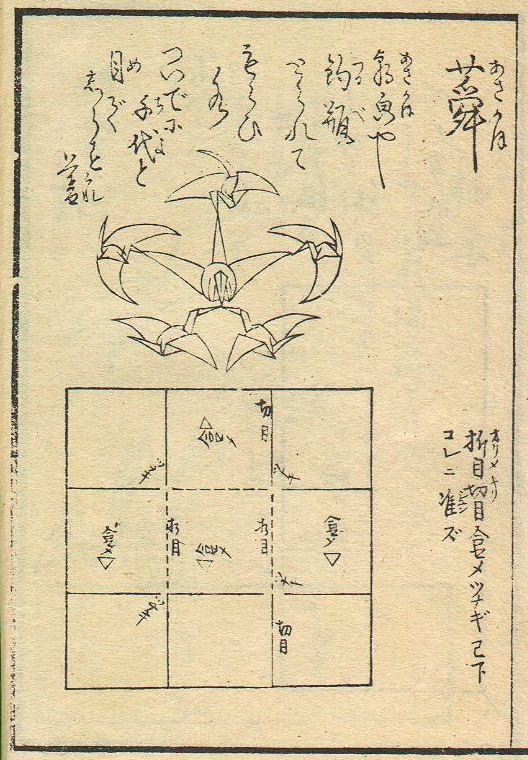